# Bulbophyllum sundaicum
Bulbophyllum sundaicum là một loài thực vật có hoa trong họ Lan. Loài này được J.J.Verm. & Schuit. mô tả khoa học đầu tiên năm 2008.